# Pont de Rigny
Le pont de Rigny est un pont routier situé en France sur la commune de Rigny dans le département de la Haute-Saône en région Franche-Comté.
Il permet la traversée de la Saône.

## Historique
Le projet du pont sur la Saône, à Rigny, voit le jour le 29 novembre 1886, lors de la demande de subventions faite par le conseil municipal de l'époque. Le 6 novembre 1901, c'est un agent-voyer de l'arrondissement de Gray qui prend la tête du projet pour le pont, M. Simonin. En 1905, les travaux se terminent et le pont sera inauguré par le maire de l'époque, Jean-Baptiste Jacquard, le 13 août.
Le samedi 15 juin 1940, aux alentours de 13 h 30, au cours de la bataille de France, les artificiers du génie français (qui avaient miné le pont au préalable), le font sauter afin de ralentir l'avancée des troupes allemandes, qui étaient annoncées à Chargey-lès-Gray. Dans le même temps, la commune de Gray voit ses trois ponts subir le même sort.
Un pont provisoire verra le jour par la suite, composé de la partie en fer restante et d'une autre partie en bois. Ce pont provisoire fait suite au classement de l'ouvrage en "dommage de guerre", la commune a donc obtenu réparation par le préfet à ce titre.
Cette solution durera jusqu'au 9 mai 1957, date à laquelle le pont s'effondre, à la suite du passage de 35 vaches appartenant à des exploitants de la commune. À part le décès d'une bête à déplorer, cette catastrophe matérielle n'a pas causé de dommages.
Le pont de fer sera reconstruit à l'identique, puis inauguré le 28 février 1959.

## De l'ancien pont au nouveau
Au printemps 2009, un diagnostic du pont de Rigny est établi par la société PMM, dans le but d'entreprendre des travaux de réparation.
La conclusion apportée met au jour l'état de ruine avancé de l'ouvrage, et préconise la fermeture du pont à toute circulation : il existe un risque que l'ossature métallique cède sous son propre poids, seules les piles du pont peuvent être réutilisées après réhabilitation.
En 2007, une étude faite par le département de la Haute-Saône indique qu'une moyenne de 274 véhicules empruntent le pont chaque jour, chiffre qui se voyait par ailleurs doublé en période estivale. Ce pont était aussi utilisé à d'autres fins, notamment touristiques et sportives, telles que :
- le semi-marathon des Boucles de la Saône, le Triathlon
- le Concours National d'Attelages
- les circuits pédestres des Rives de Saône, les Grandes Randonnées
- tourisme fluvial (notamment la halte avec la présence d'un ponton
- l'association communale de chasse agréée (ACCA)
- l'utilisation quotidienne des habitants rive gauche voulant se rendre au centre du village, situé rive droite, afin d'éviter un détour d'environ dix kilomètres en passant par un des autres ponts situés sur la commune grayloise.

La décision de la déconstruction est donc prise et se déroule sur les mois de décembre 2009 et janvier 2010, par la société CBR TP, mais sans certitudes quant à la reconstruction d'un pont pour des raisons de financement, l'ordre de grandeur d'un pont de ce type étant proche du million d'euros.

## Reconstruction du pont (2009)
La municipalité de Rigny ferme le pont en juin 2009 à la suite de son classement en « ouvrage menaçant ruine », le pont est démoli le 11 janvier 2010 mais les piles du pont sont conservées afin de permettre la reconstruction. Le financement de la déconstruction du pont est supporté à hauteur de 80 % par l'État soit 376 000 euros sur un total de 470 000 euros. Ce financement est décroché dans le cadre du plan national de relance pour 300 000 euros et au titre de la Dotation globale d'équipement pour 76 000 euros. La commune de Rigny débourse 94 000 euros pour le processus de déconstruction. Le 27 octobre 2010, le premier ministre, François Fillon, confirme dans un courrier la reconstruction du pont. Le coût des travaux est soutenu par l'État à la hauteur de 550 000 euros, par la communauté de communes Val de Gray pour 150 000 euros, par la commune de Rigny pour 250 000 euros et par le député Alain Joyandet pour 50 000 euros au titre de sa réserve parlementaire. Le pont est inauguré le 26 novembre 2011.